# Quilombo Gurupá
Gurupá é uma comunidade remanescente de quilombo, população tradicional brasileira, localizada no município brasileiro de Cachoeira do Arari, na Ilha do Marajó (estado do Pará). A comunidade Gurupá é formada por uma população de 149 famílias, distribuidas em uma área de 515,5632 hectares. O território foi certificado como remanescente de quilombo (reminiscências históricas de antigos quilombos) em 2010, pela Fundação Cultural Palmares.
Esta comunidade teve o Relatório Técnico de Identificação e Delimitação publicado em 2012 (etapa da regularização fundiária), mas ainda está com a situação fundiária em análise (não titulada) no INCRA.

## Tombamento
O tombamento de quilombos é previsto pela Constituição Brasileira de 1988, bastando a certificação pela Fundação Cultural Palmares:

Art. 216. Constituem patrimônio cultural brasileiro os bens de natureza material e imaterial, tomados individualmente ou em conjunto, portadores de referência à identidade, à ação, à memória dos diferentes grupos formadores da sociedade brasileira [...]

§ 5º Ficam tombados todos os documentos e os sítios detentores de reminiscências históricas dos antigos quilombos.

## Situação territorial
Situada às margens dos rios Arari e Gurupá, esta comunidade teve o Relatório Técnico de Identificação e Delimitação (RTID) publicado no dia 20 de novembro de 2012 no Diário Oficial da União - uma etapa do processo de regularização fundiária assegurando o direito de sua terra, que foi elaborado pelo Grupo Técnico Interdisciplinar, nomeado pelo Instituto Nacional de Colonização e Reforma Agrária - INCRA.
A falta do título da terra (regularização fundiária) cria para a comunidade uma dificuldade de desenvolver a agricultura, além dos conflitos com os fazendeiros da região, que chegam a proibir o acesso dos quilombolas ao rio. As comunidades da Ilha do Marajó possuem práticas agrícolas, dificultadas pelos conflitos de terra e fazendeiros; outras são pesqueiras e coletoras e complementam estas atividades com agricultura.

Povos Tradicionais ou Comunidades Tradicionais são grupos que possuem uma cultura diferenciada da cultura predominante local, que mantêm um modo de vida intimamente ligado ao meio ambiente natural em que vivem. Através de formas próprias: de organização social, do uso do território e dos recursos naturais (com relação de subsistência), sua reprodução sócio-cultural-religiosa utiliza conhecimentos transmitidos oralmente e na prática cotidiana.